# Berta di Hohenstaufen
Berta di Lorena, denominata anche come Berta di Svevia, chiamata anche Giuditta, (1123/1130 – 1194/1195), era parte della dinastia Hohenstaufen. Era la figlia di Federico II, duca di Svevia e, grazie al matrimonio con Mattia I, duca di Lorena, fu duchessa di Lorena dal 1138 circa al 1176.

## Famiglia
Berta (a volte chiamata Giuditta) era la figlia di Federico II, duca di Svevia, e di Giuditta di Baviera (1103-22 febbraio 1131), appartenente alla dinastia Welfen e figlia di Enrico IX, duca di Baviera. Grazie a suo padre, Berta era parte della dinastia Hohenstaufen: suo zio paterno era il re Corrado III e suo fratello era il futuro imperatore Federico Barbarossa. Berta sposò Mattia di Lorena intorno al 1138. Berta compare spesso nelle carte insieme a suo marito. Ella usava almeno due diversi tipi di sigillo per autenticare i suoi documenti, sui quali ella rappresentata mentre cavalcava un cavallo, un'immagine molto insolita per una nobildonna medievale. Dopo la morte di Mattia nel 1176, Berta appare nei documenti con suo figlio, Simone II, che succedette a suo padre come duca di Lorena.

## Matrimonio e figli
Con Mattia I, Berta ebbe diversi figli: 
- Simone II († 1205), successore del padre nel ducato di Lorena;
- Federico I († 1206), conte di Bitche e successore di suo nipote;
- Giuditta († 1173), che sposò Stefano II, conte di Auxonne (1170);
- Alice († 1200), che sposò Ugo III, duca di Borgogna;
- Teodorico († 1181), vescovo di Metz (1174-11179);
- Mattia († 1208), conte di Toul;
- Una figlia senza nome, morta giovane.

## Ascendenza
|                       |                     |                             | Genitori                                 |  |  | Nonni |  |  | Bisnonni          |  |  | Trisnonni |  |
|                       |                     |                             |                                          |  |  |       |  |  | Federico di Büren |  |  | Federico  |  |
|                       |                     |                             |                                          |  |  |       |  |  | Federico di Büren |  |  | Federico  |  |
|                       |                     | Adelaide di Filsgau (forse) |                                          |  |  |       |  |  | Federico di Büren |  |  |           |  |
| Federico I di Svevia  |                     |                             |                                          |  |  |       |  |  | Federico di Büren |  |  |           |  |
|                       |                     | Hildegarda di Egisheim      | Gerhardo III, conte di Egisheim-Dagsburg |  |  |       |  |  |                   |  |  |           |  |
|                       |                     | Hildegarda di Egisheim      | Gerhardo III, conte di Egisheim-Dagsburg |  |  |       |  |  |                   |  |  |           |  |
|                       |                     | Hildegarda di Egisheim      | Hildegarda di Schlettstadt               |  |  |       |  |  |                   |  |  |           |  |
| Federico II di Svevia |                     | Hildegarda di Egisheim      |                                          |  |  |       |  |  |                   |  |  |           |  |
|                       |                     | Enrico IV di Franconia      | Enrico III il Nero                       |  |  |       |  |  |                   |  |  |           |  |
|                       |                     | Enrico IV di Franconia      | Enrico III il Nero                       |  |  |       |  |  |                   |  |  |           |  |
|                       |                     | Enrico IV di Franconia      | Agnese di Poitou                         |  |  |       |  |  |                   |  |  |           |  |
| Agnese di Waiblingen  |                     | Enrico IV di Franconia      |                                          |  |  |       |  |  |                   |  |  |           |  |
|                       |                     | Berta di Savoia             | Oddone di Savoia                         |  |  |       |  |  |                   |  |  |           |  |
|                       |                     | Berta di Savoia             | Oddone di Savoia                         |  |  |       |  |  |                   |  |  |           |  |
|                       |                     | Berta di Savoia             | Adelaide di Susa                         |  |  |       |  |  |                   |  |  |           |  |
| Berta di Hohenstaufen |                     | Berta di Savoia             |                                          |  |  |       |  |  |                   |  |  |           |  |
|                       | Guelfo I di Baviera | Alberto Azzo II d'Este      |                                          |  |  |       |  |  |                   |  |  |           |  |
|                       | Guelfo I di Baviera | Alberto Azzo II d'Este      |                                          |  |  |       |  |  |                   |  |  |           |  |
|                       | Guelfo I di Baviera | Cunegonda di Altdorf        |                                          |  |  |       |  |  |                   |  |  |           |  |
| Enrico IX di Baviera  | Guelfo I di Baviera |                             |                                          |  |  |       |  |  |                   |  |  |           |  |
|                       |                     | Giuditta di Fiandra         | Baldovino IV di Fiandra                  |  |  |       |  |  |                   |  |  |           |  |
|                       |                     | Giuditta di Fiandra         | Baldovino IV di Fiandra                  |  |  |       |  |  |                   |  |  |           |  |
|                       |                     | Giuditta di Fiandra         | Eleonore di Normandia                    |  |  |       |  |  |                   |  |  |           |  |
| Giuditta di Baviera   |                     | Giuditta di Fiandra         |                                          |  |  |       |  |  |                   |  |  |           |  |
|                       |                     | Magnus di Sassonia          | Ordulfo di Sassonia                      |  |  |       |  |  |                   |  |  |           |  |
|                       |                     | Magnus di Sassonia          | Ordulfo di Sassonia                      |  |  |       |  |  |                   |  |  |           |  |
|                       |                     | Magnus di Sassonia          | Wulfhilde di Norvegia                    |  |  |       |  |  |                   |  |  |           |  |
| Wulfhilde di Sassonia |                     | Magnus di Sassonia          |                                          |  |  |       |  |  |                   |  |  |           |  |
|                       |                     | Zsòfia d'Ungheria           | Béla I d'Ungheria                        |  |  |       |  |  |                   |  |  |           |  |
|                       |                     | Zsòfia d'Ungheria           | Béla I d'Ungheria                        |  |  |       |  |  |                   |  |  |           |  |
|                       |                     | Zsòfia d'Ungheria           | Richeza di Polonia                       |  |  |       |  |  |                   |  |  |           |  |
|                       |                     | Zsòfia d'Ungheria           |                                          |  |  |       |  |  |                   |  |  |           |  |